# Bistum San Miguel (El Salvador)
Das Bistum San Miguel (lateinisch Dioecesis Sancti Michaelis, spanisch Diócesis de San Miguel) ist ein in El Salvador gelegenes römisch-katholisches Bistum mit Sitz in San Miguel. Es umfasst die Departamentos La Unión, Morazán und einen großen Teil des Departamento San Miguel.

## Geschichte
Papst Pius X. gründete es am 11. Februar 1913 aus Gebietsabtretungen des Erzbistums San Salvador, dem es auch als Suffragandiözese unterstellt wurde.
Einen Teil seines Territoriums verlor es am 2. Dezember 1954 an das Bistum Santiago de María.

## Bischöfe von San Miguel
- Juan Antonio Dueñas y Argumedo (1. August 1913 – 3. Juli 1941)
- Miguel Angel Machado y Escobar (25. September 1942 – 10. Januar 1968)
- Lorenzo Michele Joseph Graziano OFM (10. Januar 1968 – 27. Juni 1969)
- José Eduardo Alvarez Ramírez CM (9. Dezember 1969 – 10. April 1997)
- Romeo Tovar Astorga OFM (10. April 1997 – 12. Mai 1999, dann Bischof von Santa Ana)
- Miguel Ángel Morán Aquino (19. Juli 2000 – 9. Februar 2016, dann Bischof von Santa Ana)
- Fabio Reynaldo Colindres Abarca (seit 7. Dezember 2017)